# Сухарева, Агафоклея Марковна
Агафоклея Марковна Сухарева (урождённая Полторацкая; 1776—1840) — русская благотворительница; хозяйка мызы Косая Гора.

## Биография
Родилась 30 июля (10 августа) 1776 года, дочь Mарка Полторацкого от его брака с тверской помещицей Агафоклей Шишковой. Получила хорошее домашнее воспитание. Вышла замуж за видного государственного деятеля, тайного советника Александра Дмитриевича Сухарева. 
Первые годы после замужества жила с мужем в доме на углу Загородного проспекта в Московской части; позже в собственном особняке на Обуховском проспекте. По словам племянницы,  была «умна, прозорлива, предприимчива, деятельна, наружность имела не привлекательную, мужественную и создана была для командования». Как и многие другие женщины высшего света в то время, занималась благотворительностью. Состояла председательницей женского попечительного общества о тюрьмах, членом попечительного комитета, учрежденного 18 августа 1814 года, и более шестнадцати лет председательницей Петербургского женского патриотического общества. 
Отличаясь практическим умом и организаторскими способностями, она умела увеличивать доходы учреждений, находившихся под её управлением, открывать новые источники благотворительности, умножать число мест воспитания сирот, облегчать положение бедных, вносить порядок и стройность во всякое дело. За свои личные достоинства и за свою благотворительную деятельность пользовалась уважением всех знавших её.
Связи её во всех слоях общества были бесчисленны, её глубоко уважал сам император Николай I и императрица. По замечанию А. Башуцкого, «Сухарева наделена была редким соединением мужественного ума и воли и женственного соболезнования к печалям и нищете; при истинной, неславолюбивой благотворительности, полезно и разумно направляемой, она была неутомимо деятельна». Скончалась от инсульта 31 января (12 февраля) 1840 года и была похоронена на Тихвинском кладбище Александро-Невской лавры.
В браке имела дочь Наталью и сына Александра (1802—1862), в 1829 году был уволен из лейб-гвардии Конного полка штабс-ротмистром, на статской службе достиг чина действительного статского советника, женился на Наталье Петровне Бибиковой (1803—1888). Их дочери — Агафоклея (1832—1896; была женой генерала от артиллерии Апостола Спиридоновича Костанды) и Наталья (1843—11.06.1877; умерла от рака и туберкулеза).